# Pieter Rossouw
Pas d'image ? Cliquez ici

a Compétitions nationales et continentales officielles uniquement.

b Matchs officiels uniquement.
Dernière mise à jour le 6 septembre 2018.
Pieter Rossouw, né le 3 décembre 1971 à Swellendam, est un joueur de rugby à XV sud-africain qui joue avec l'équipe d'Afrique du Sud. Il évolue au poste d'ailier (1,93 m et 93 kg).

## Carrière
Il a effectué son premier test match avec les Springboks le 28 juin 1997 à l’occasion d’un match contre les Lions britanniques.
Il a disputé la coupe du monde 1999 (4 matchs).
Il devient entraîneur après l'arrêt de sa carrière, encadrant notamment les trois-quarts namibiens à partir de la coupe du monde 2015 et jusqu'en 2016.

## Palmarès

### Avec les Springboks
- 43 sélections
- 21 essais
- 105 points
- Sélections par saison : 11 en 1997, 12 en 1998, 10 en 1999, 7 en 2000, 2 en 2001, 1 en 2003.

### En club et province
- 75 matchs de Super Rugby avec Stormers/Western Province
- 30 essais dans le Super Rugby